# Brampton Ash
Brampton Ash est une paroisse civile et un village du Northamptonshire, en Angleterre.